# Friedrich Fichter
Carl Friedrich Rudolf Fichter (Basilea, 6 luglio 1869 – Basilea, 6 giugno 1952) è stato un chimico svizzero.
Studente nelle università di Basilea e Strasburgo, nel secondo come assistente di Rudolph Fittig. Tra le sue ricerche, spiccavano quelle relative al campo dell'elettrochimica.